# Vakhtang I Cap de Llop
Vakhtang I Cap de Llop (Kartli, ca. 440 - Lazica?, ca. 522) va ser rei d'Ibèria des del 447 al 522. És venerat com a sant per l'Església Ortodoxa de Geòrgia.

## Biografia
Quan només tenia set anys va morir el seu pare, el rei Mirdat V. El nou rei era fill del Mirdat i de Sagdukht (filla de Barzabod, que era el governador general persa de Gogarene). En aquell temps la noblesa es mostrava díscola, l'església s'aliava a la noblesa, i els alans, ossets, huns, kusans i heftalites feien incursions des de les muntanyes del Caucas. La germana del rei, Mirandukhi, va ser capturada pels huns en la presa de la ciutat de Kaspi. El governador persa (marzban) instal·lat a Bardav controlava totes les decisions del rei i el tribut que es pagava a Pèrsia havia deixat les arques buides. La mare del rei va anar a veure el seu pare a Bardav per demanar-li protecció per al seu fill i ho va aconseguir. Un temps després quan va arribar a la majoria, i amb ajuda persa, va derrotar els alans i els ossets i amb el botí va poder comprar la llibertat de sa germana. Llavors va fortificar els passos del Caucas, sobretot el de Darial, i va exigir tribut a qui els volgué franquejar. Les guarnicions d'aquest colls van ésser confiades a mercenaris muntanyesos.
Seguidament va entrar a la Svanètia, que se li va sotmetre (pertanyia a la Làzica) i després va sotmetre d'altres regions de Làzica, fundant per arreu eristavats (comtats).
Després es va enfrontar a l'Imperi Romà d'Orient. Cap al 370 els romans havien conquerit la regió de Tao o Taoklardjétia i no la van abandonar. Ara, quasi noranta anys després, Vakhtang la va recuperar i va establir la seu de l'eristavat a Artanudji, de nova creació.
Cap al 462 sembla que va ajudar al xa contra el rei d'Albània del Caucas, Vatxe, rebel·lat contra Pèrsia (459-463) enviant contra els albans o aghuans bandes de turcs onogurs a les quals va deixar passar pels colls del Caucas. Després d'un any de combats el poder reial a Albània va quedar abolit. Vakhtang ho va aprofitar per apoderar-se de la part occidental d'Albània, anomenada pels georgians Herècia, on es va crear un altre eristavat, amb capital a Khornabudji i del que la ciutat de Kambetchanoi en feia també part. També es va apoderar de la Tsukèthia al nord d'Herècia.
Després va anar a lluitar amb els perses contra els huns kidarites, als que va derrotar el 468. Continua la guerra cap a l'Índia, alhora que els huns heftalites (o huns blancs) substituïren els derrotats en els atacs a l'Imperi Sassànida, i guanyaren combat rere combat fent presoner al sobirà de Pèrsia. Per alliberar-lo es va haver de pagar un fort rescat i Ibèria va haver de contribuir-hi. El regne va tornar a quedar malparat econòmicament
Als anys setanta el pitiakhch (representant del xa) del Baix Kartli (Gogarene), Varsken, es va convertir al mazdeisme i tot i l'oposició de la seva dona Susanna Mamicònia (filla de Vardanes Mamiconi general d'Armènia) a la que va fer matar per no voler seguir-lo, ell va seguir amb els seus plans. Altres nobles van fer el mateix i Varsken va esdevenir el cap del partit pro persa. El rei va buscar el suport de l'església i va destituir bisbes per crear-ne de nous. S'enfrontà a l'arquebisbe Miquel, que en una visita del rei a l'església de l'arquebisbe, aquest gosà de pegar-li. Vakhtang el va enviar a Constantinoble per ser jutjat per un tribunal eclesiàstic (serà tancat a un monestir), i demanà l'autonomia de l'església d'Ibèria a Constantinoble, que envià a Geòrgia a Petros, el primer catolicós, consagrat pel patriarca d'Antioquia, i que va estar en bona relació amb el rei. Un col·lega de Petros o Petré, Samuel, va ser nomenat bisbe de Mskhetha, i 12 bisbes més van ser nomenats per tot el regne, tots fidels del rei. Als 6 o 7 bisbats en funcionament se'n van afegir una vintena més. Assegurat aquest front, Vakhtang començà a preparar la guerra contra Pèrsia per la independència.
Abans de la rebel·lió les possessions dels nobles fidels a Pèrsia foren atacades. Varsken fou assassinat el 482. Llavors Vakhtang va atacar els destacaments perses al país i els va obligar a retirar-se. Albània i Armènia es van sumar a la rebel·lió. Pèrsia estava ocupada a les lluites a l'Àsia central i no podia respondre ràpidament. El 483 els perses van enviar dos exèrcits; Vakhtang va passar a Armènia per reunir-se amb les forces aliades, però l'ajuda que esperava dels huns no va arribar (només 300 guerrers). Tot i així Baanes Mamiconi cap dels armenis, va derrotar els perses a Nerschapat, i va ajuntar les seves forces amb les del rei d'Ibèria. El perses es van presentar per donar batalla a la Vall de Tcharmani, i allí una part de l'exèrcit de Vakhtang i de Mamiconi va desertar, i el general persa Mihran va guanyar la batalla de la qual després no va poder treure profit, en ser cridat pel xa. El 484 un exèrcit persa dirigit per Zarmihr Hazaravukht marxà cap a Ibèria per capturar a Vakhtang. Els perses foren ben acollits per la noblesa d'Ibèria. Vakhtang va fugir cap a Egrissi (Làzica)
Però mentrestant la situació va empitjorar a Armènia i Baanes Mamiconi va haver de ser reconegut marzban. El poder reial a Albània va haver de ser restaurat i Vakhtang va poder retornar a Ibèria. Va decidir establir la capital a Tblisi (que vol dir Vila Calenta), triada pel rei, i al seu testament deixarà encàrrec al seu fill i successor Datxi, que n'acabés la construcció i en fes el trasllat definitiu.
Un temps després els perses li van demanar que col·laborés amb la guerra contra l'Imperi Romà d'Orient, però el rei s'hi va negar. Els perses van tornar a ocupar el regne, i el seu exèrcit va acampar a la vora del riu Iori a la Vall de Samgori. En un atac sorpresa al campament persa, Vakhtang, ajudat pels romans d'Orient, donà mort als fills del xa. Els perses l'anomenaren Gorgasal, que vol dir «Cap de Llop». Els perses es retiraren. Al final de la batalla el rei, ja vell, va morir assassinat per un esclau subornat per aznauris (nobles) hostils, que li van disparar una fletxa a un forat de la cuirassa. La data de la seva mort és fixada generalment en l'any 522 però algunes fonts la situen el 502.
La Crònica georgiana diu que va tenir dues esposes: el 459 es va casar amb Balendukht, princesa persa suposada filla d'Ormizd III de la qui va tenir al successor Daxi o Vatxe i a una filla; i el 489 es va casar amb Elena, princesa romana d'Orient, suposada filla de l'emperador Lleó I o de l'emperador Zenó, amb la qual va tenir almenys cinc fills: Lleó, mort abans de 534, fou co-eristavi de Klardjètia i Javakètia i ancestre dels guaràmides; i Mitridates o Mihrdat, co-eristavi de Klardjètia i Javakètia i després príncep de Javakètia-Calarzene (534); un tercer fill de nom desconegut; i dues filles.